# Gottfried von Dalwigk zu Lichtenfels
Gottfried baron von Dalwigk zu Lichtenfels (né le 4 juillet 1868 à Dalwigksthal et mort le 23 mai 1936 à Berlin) est un officier de marine allemand, vice-amiral de la Reichsmarine.

## Biographie
Gottfried von Dalwigk rejoint la marine impériale en avril 1884.
D'octobre 1900 à septembre 1901, il est , à partir du 26 juillet 1897, Kapitänleutnant, commandant du navire de station Loreley (de).
En 1908, il est chef d'état-major de l'escadron d'Extrême-Orient en tant que capitaine de frégate. En septembre 1908, il prend le commandement du croiseur léger Niobe jusqu'en novembre 1908.
Du 22 juillet au 15 septembre 1909, il est capitaine de vaisseau (promotion du 12 juillet 1909) et commandant du navire blindé côtier Beowulf (de).
D'août 1910 à septembre 1910, il commande le cuirassé SMS Brandenburg. Du 31 juillet au 15 septembre 1911, il est le commandant responsable de la réactivation du cuirassé SMS Kaiser Barbarossa. Il commande alors le grand cuirassé SMS Helgoland jusqu'en septembre 1913. D'octobre 1913 à juillet 1914, il est affecté au département naval général de l'Office du Reich à la Marine à Berlin, où il devient plus tard chef du département de construction de navires militaires.
Après la mobilisation en août 1914, Dalwigk devient brièvement commandant du cuirassé SMS Braunschweig. En novembre 1914, il prend en charge le grand cuirassé SMS Kronprinz nouvellement mis en service et en reste le commandant jusqu'en août 1915.
En tant que successeur du vice-amiral Franz Mauve, Dalwigk est le 2e amiral de la 2e escadre de la flotte de haute mer de novembre 1915 au 30 novembre 1916. Le 16 novembre 1915, il est promu contre-amiral à ce poste et participe à la bataille du Jutland. Par la suite, le poste n'est plus occupé et il devient 2e amiral de la 4e escadre de la flotte de haute mer jusqu'en mai 1917, ainsi que chef d'escadre pendant une courte période. Du 28 mai 1917 au 5 décembre de la même année, il est 2e amiral de la 1re escadre de la flotte de haute mer. Il est brièvement actif en tant que chef d'escadre.
À partir d'octobre 1918, il est chef de la Commission d'armistice à Riga.
Plus tard, jusqu'à la fin de la guerre, il est directeur du département de construction au sein de l'Office du Reich à la Marine (de) à Berlin. Le 30 septembre 1919, il est démobilisé de la marine avec le caractère de vice-amiral et reçoit le 21 avril 1920 le brevet de vice-amiral avec l'ancienneté de service du 30 septembre 1919.
De décembre 1926 à avril 1933, il est le représentant du député Erich Granaß (de) pour Berlin et donc membre du Conseil d'État prussien.
Gottfried von Dalwigk se marie avec Augusta Margareta Rosa Josephine Maria von Hahn (1881–1972) à Kiel en 1902.